# 殺人披露宴
『殺人披露宴』（さつじんひろうえん）は、1999年9月11日にテレビ朝日系「土曜ワイド劇場」にて放映されたテレビドラマ。サブタイトルは「東京湾船上挙式で花嫁が投身自殺!過去の秘密を握る招待客たち… ビデオがとらえた無人ボートの謎」。
結婚相談所を舞台に、花嫁の投身自殺事件をめぐって、独身の女社長と独身の刑事が事件解明に奔走する。

## キャスト
寿かおる
演 - 藤谷美紀
結婚相談所「寿マリッジシステム」社長。本人は独身。
大河内吾郎
演 - 世良公則
港中央署捜査課刑事。39歳独身。口が悪い。甘党。
早坂健司
演 - 榊原利彦
かおるの学生時代の家庭教師。現在は会社経営者。かおるの結婚相談所に入会し、根元真奈美を結婚相手に選ぶ。
青木亮子
演 - 水島かおり
早坂の仕事の部下。
寿雅子
演 - 五月みどり
かおるの母。
山田竹子
演 - 鷲尾真知子
寿マリッジシステム社員・結婚アドバイザー。
東田陽一
演 - 池内万作
港中央署捜査課刑事。大河内の同僚。
佐野修
演 - 阿部サダヲ
寿マリッジシステム社員。
根元真奈美
演 - 赤間麻里子
寿マリッジシステムで紹介された、早坂の結婚相手。最初の死亡者。
松岡友治
演 - 中西良太
真奈美の不倫相手。
松岡聡子
演 - 木村理恵
友治の妻。
植松ゆかり
演 - 椎名ルミ
ヨウコ
演 - 星川なぎね
喫茶店のマスター
演 - 山上賢治
- 川俣しのぶ、萩原政樹、大石継太、法福法彦、中村将晶、相原萌

## スタッフ
- 監督 - 徳市敏之
- 脚本 - 岡崎由紀子
- プロデューサー - 三輪祐見子（テレビ朝日）、長坂淳子（大映テレビ）
- 撮影 - 浜田毅
- 音楽 - 大島ミチル
- ステディカム - チーム佐光（佐光朗）
- 音楽プロデュース - 志田博英
- スタント - スーパーアクションメガシステム（SAM）
- 協力 - 日本マリッジシステム（当時の社長の小柳文孝が作品にカメオ出演した）
- 技術協力 - ビデオフォーカス
- 製作 - 大映テレビ、テレビ朝日